# Tetraclitidae
Tetraclitidae es una familia de percebes sésiles del orden Balanomorpha. Hay alrededor de 10 géneros y más de 50 especies descritas en Tetraclitidae.

## Géneros
Estos 10 géneros pertenecen a la familia Tetraclitidae:
- Astroclita Ren y Liu, 1979
- Epopella Ross, 1970
- Lissaclita Gómez-Daglio y Van Syoc, 2006
- Neonrosella Jones, 2010
- Newmanella Ross, 1969
- Tesseropora Pilsbry, 1916
- Tetráclita Schumacher, 1817
- Tetraclitella Hiro, 1939
- Yamaguchiella Ross y Perreault, 1999
- † Tesseroplax Ross, 1969